# Le Sourdingue
Le Sourdingue (Let's Hear it for the Deaf Man! dans l'édition originale américaine) est un roman policier américain de Ed McBain, nom de plume de Salvatore Lombino, publié en 1973. C’est le vingt-septième roman de la série policière du 87e District et le troisième, après À la bonne heure (The Heckler, 1960) et La Rousse (Fuzz, 1968), à mettre en scène le criminel surnommé Le Sourdingue (The Deaf Man (en) dans le texte original).

## Résumé
Le Sourdingue envoie des photocopies de photographies adressées à Steve Carella. Le premier cliché, celui de J. Edgar Hoover, est envoyé à nouveau peu de temps après, avant d'être suivi par deux de George Washington, puis, successivement, les photos d'un avion japonais, d'une star du cinéma muet et d'un ballon de football américain. La livraison des enveloppes, toujours adressée à Carella, devient presque une routine au 87e District. Est-ce que Le Sourdingue, ce vieil ennemi, propose ainsi un jeu inoffensif ou une énigme criminelle ? 
Le tout s'éclaircit en partie, lorsque le Sourdingue affirme, pendant un appel téléphonique, que le dernier jour d'avril, avec l'aide de la police, il volera cinq cent mille dollars. Les policiers du 87e District tente alors de comprendre les indices que recèlent les photographies, mais le Sourdingue les nargue en multipliant les coups de téléphone.
Entre-temps, Carella enquête sur la mort d'un jeune inconnu, dont le corps a été retrouvé crucifié à un mur. Par ailleurs, l'inspecteur Kling tente de coincer un cambrioleur de chat non dénué d'humour, mais sur le point de boucler l'affaire, il tombe sur un développement inattendu et lourd de conséquences.

## Éditions
Édition originale en anglais
- (en) Ed McBain, Let's Hear it for the Deaf Man!, New York, Doubleday, 1973

Éditions françaises
- (fr) Ed McBain (auteur) et Rosine Fitzgerald (traducteur) (trad. de l'anglais), Le Sourdingue [« Let's Hear it for the Deaf Man! »], Paris, Gallimard, coll. « Série noire no 1639 », 1973, 186 p. (ISBN 2-07-048639-7, BNF 35146617)
- (fr) Ed McBain (auteur) et Rosine Fitzgerald (traducteur) (trad. de l'anglais), Le Sourdingue [« Let's Hear it for the Deaf Man! »], Paris, Gallimard, coll. « Carré noir no 286 », 1978, 244 p. (ISBN 2-07-043286-6, BNF 34610426)
- (fr) Ed McBain (auteur) et Rosine Fitzgerald (traducteur) (trad. de l'anglais), Le Sourdingue [« Let's Hear it for the Deaf Man! »], Paris, Gallimard, coll. « Série noire no 1639 », 1997, 259 p. (ISBN 2-07-049448-9, BNF 36184962)
  - Traduction révisée et augmentée.
- (fr) Ed McBain (auteur) et Rosine Fitzgerald (traducteur) (trad. de l'anglais), Le Sourdingue [« Let's Hear it for the Deaf Man! »], Dans 87e District, volume 4, Paris, Éditions Omnibus, 2000, 1040 p. (ISBN 2-258-05357-9, BNF 37184893)
  - Ce volume omnibus contient les romans La Rousse, Mort d'un tatoué, En pièces détachées, Tout le monde sont là !, Après le trépas, Le Sourdingue et Branle-bas au 87.

## Sources
- Jean Tulard, Dictionnaire du roman policier : 1841-2005. Auteurs, personnages, œuvres, thèmes, collections, éditeurs, Paris, Fayard, 2005, 768 p. (ISBN 978-2-915793-51-2, OCLC 62533410), p. 599 (Notice 87e District).